# شمشاد أزغب
شمشاد أزغب (الاسم العلمي:Buxus pubescens) هو نوع من النباتات يتبع جنس الشمشاد من الفصيلة الشمشادية.